# تپه طلسم
تپه طلسم مربوط به دوران پیش از تاریخ ایران باستان است و در شهرستان دالاهو، روستای طلسم واقع شده و این اثر در تاریخ ۱۹ تیر ۱۳۴۸ با شمارهٔ ثبت ۸۴۱ به‌عنوان یکی از آثار ملی ایران به ثبت رسیده است.